# Oncocephala tuberculata
Oncocephala tuberculata es una especie de insecto coleóptero de la familia Chrysomelidae.
Fue descrita científicamente en 1792 por Olivier.